# Ophonus subsinuatus
Ophonus subsinuatus é uma espécie de insetos coleópteros pertencente à família Carabidae.
A autoridade científica da espécie é Rey, tendo sido descrita no ano de 1886.
Trata-se de uma espécie presente no território português.